# Geodätischer metrischer Raum
Der geodätische metrische Raum ist ein Begriff aus der Mathematik. Er beschreibt Räume, in denen man zu je zwei Punkten eine kürzeste Verbindungskurve finden kann. Der Begriff verallgemeinert das Konzept der vollständigen Riemannschen Mannigfaltigkeiten auf allgemeine metrische Räume. In der Literatur finden sich auch die Bezeichnungen Längenraum oder innerer metrischer Raum.

## Geodäten in metrischen Räumen
Sei {\displaystyle (X,d)} ein metrischer Raum. Ein Weg ist eine stetige Abbildung {\displaystyle \gamma :\left[a,b\right]\rightarrow X}, wobei {\displaystyle \left[a,b\right]} ein abgeschlossenes Intervall im {\displaystyle \mathbb {R} ^{1}} ist.
Die Länge der Bildkurve ist definiert als
{\displaystyle L(\gamma )=\sup \left\{\left.\sum _{i=1}^{r}d{\big (}\gamma (t_{i-1}),\gamma (t_{i}){\big )}\right|a=t_{0}<t_{1}<\cdots <t_{r}=b,r\in \mathbb {N} \right\}}.
Aus der Dreiecksungleichung folgt die Ungleichung {\displaystyle L(\gamma )\geq d(\gamma (a),\gamma (b))}. Der Weg {\displaystyle \gamma :\left[a,b\right]\rightarrow X} heißt minimierende Geodäte, wenn Gleichheit
{\displaystyle L(\gamma )=d(\gamma (a),\gamma (b))}
gilt.

## Definition
Ein metrischer Raum {\displaystyle (X,d)} heißt geodätisch, wenn es zu je zwei Punkten {\displaystyle x,y\in X} eine minimierende Geodäte {\displaystyle \gamma :\left[a,b\right]\rightarrow X} mit
{\displaystyle \gamma (a)=x,\gamma (b)=y}
gibt.

## Beispiele nicht-geodätischer metrischer Räume
Sei
{\displaystyle X=\mathbb {C} ^{*}=\mathbb {C} -\left\{0\right\}}
die punktierte komplexe Ebene mit der Metrik
{\displaystyle d(x,y)=|x-y|}
für {\displaystyle x,y\in X}. Dieser Raum ist wegzusammenhängend, es lassen sich also je zwei Punkte durch mindestens eine Kurve verbinden.
Dann ist zum Beispiel {\displaystyle d(1,-1)=2} oder {\displaystyle d(i,-i)=2}, in beiden Fällen lassen sich die Punktepaare aber nicht durch Kurven der Länge 2 verbinden.
Allgemeiner folgt aus dem Satz von Hopf-Rinow, dass eine zusammenhängende Riemannsche Mannigfaltigkeit dann und nur dann ein geodätischer metrischer Raum ist, wenn sich alle Geodäten auf ganz {\displaystyle \mathbb {R} } fortsetzen lassen.

## Satz von Hopf-Rinow
Für eine Riemannsche Mannigfaltigkeit {\displaystyle (M,g)} definiert man eine Metrik {\displaystyle d:M\times M\rightarrow \mathbb {R} } durch
{\displaystyle d(x,y):=\inf\{L(\gamma )\mid \gamma \colon [0,1]\to M,\gamma (0)=x,\gamma (1)=y\}}
für {\displaystyle x,y\in M}.
Dabei durchläuft {\displaystyle \gamma } alle stückweise differenzierbaren Wege, die {\displaystyle x} und {\displaystyle y} verbinden, und {\displaystyle L(\gamma )} bezeichnet die Riemannsche Länge von {\displaystyle \gamma }, die gemäß
{\displaystyle L(\gamma )=\int _{0}^{1}\!{\sqrt {g_{\gamma (t)}({\dot {\gamma }}(t),{\dot {\gamma }}(t))}}\,\mathrm {d} t}
definiert ist. Damit wird die Riemannsche Mannigfaltigkeit zu einem metrischen Raum {\displaystyle (M,d)}.
Aus dem Satz von Hopf-Rinow folgt:
- {\displaystyle (M,d)} ist ein geodätischer metrischer Raum

genau dann, wenn eine der folgenden äquivalenten Bedingungen erfüllt ist:
- die Riemannsche Mannigfaltigkeit {\displaystyle (M,g)} ist geodätisch vollständig,
- es existiert ein {\displaystyle p\in M,} so dass die Exponentialabbildung {\displaystyle \exp _{p}} für alle {\displaystyle v\in T_{p}M} definiert ist,
- der metrische Raum {\displaystyle (M,d)} ist vollständig als metrischer Raum.